# كيري هيرمان
كيري هيرمان (بالإنجليزية: Keri Herman)‏ هي متزحلقة حرة أمريكية، ولدت في 16 أغسطس 1986 في منيابولس في الولايات المتحدة.

## وصلات خارجية
- كيري هيرمان على موقع الاتحاد الدولي للتزلج (التزلج الحر) (الإنجليزية)
- كيري هيرمان على موقع اللجنة الأولمبية الدولية (الإنجليزية)
- كيري هيرمان على موقع أوليمبيديا (الإنجليزية)
- كيري هيرمان على موقع اللجنة الأولمبية والبارالمبية الأمريكية (الإنجليزية)
- كيري هيرمان على موقع ألعاب إكس (مؤرشف) (الإنجليزية)